# Coppa Italia di Serie A2 2019-2020 (calcio a 5)
La Coppa Italia di Serie A2 2019-2020 è stata la 21ª edizione della manifestazione riservata alle formazioni di Serie A2 di calcio a 5. La competizione si sarebbe dovuta giocare dall'8 gennaio al 14 marzo 2020, ma è stata interrotta dalla pandemia di COVID-19, annullando così l'assegnazione del titolo. 

## Formula
La partecipazione è riservata alle squadre giunte al termine del girone di andata nelle prime cinque posizioni dei tre gironi più la sesta miglior classificata. Nella prima fase gli incontri sono disputati in gara unica in casa della squadra meglio classificata. È dichiarata vincente la squadra che ottiene il maggior punteggio. In caso di parità, si giocano due tempi supplementari di 5 minuti ciascuno. Qualora anche al termine di questi le squadre risultino in parità, si procede all'effettuazione dei tiri di rigore. Le modalità di svolgimento della Final Four verranno specificate da un successivo comunicato ufficiale.

## Squadre qualificate
Alla corrente edizione partecipano le cinque squadre meglio classificate in ognuno dei tre gironi più la miglior sesta classificata al termine del girone di andata.
| Girone A | Girone A        | Girone B | Girone B          | Girone C | Girone C          |
| 1        | Milano          | 1        | Real San Giuseppe | 1        | Assoporto Melilli |
| 2        | Carrè Chiuppano | 2        | Fuorigrotta       | 2        | Real Rogit        |
| 3        | Imolese         | 3        | Cobà              | 3        | Polistena         |
| 4        | Città di Asti   | 4        | Italpol Roma      | 4        | Virtus Rutigliano |
| 5        | Città di Massa  | 5        | Active Network    | 5        | Atletico Cassano  |
| 6        | Non qualificata | 6        | Non qualificata   | 6        | CUS Molise        |

Le squadre sono divise in due gruppi in base al criterio di vicinorietà e di posizionamento.
| Gruppo 1 | Gruppo 2 |
| --- | --- |
| - Milano - Carrè Chiuppano - Imolese - Cobà - Italpol Roma - Città di Massa - Città di Asti - Active Network | - Real San Giuseppe - Assoporto Melilli - Fuorigrotta - Real Rogit - Polistena - Virtus Rutigliano - Atletico Cassano - CUS Molise |

## Primo turno
Il primo turno, in programma tra l'8 e il 22 gennaio 2020, prevede quattro accoppiamenti per ogni gruppo da disputarsi in gara unica. La composizione degli accoppiamenti è stata definita tramite sorteggio.

### Gruppo 1
| Squadra 1       | Risultato       | Squadra 2      |
| --------------- | --------------- | -------------- |
| Milano          | 4 - 5 (dts)     | Active Network |
| Cobà            | 9 - 2           | Italpol Roma   |
| Imolese         | 4 - 4 (1-3 dtr) | Città di Asti  |
| Carrè Chiuppano | 4 - 6           | Città di Massa |

### Gruppo 2
| Squadra 1         | Risultato   | Squadra 2         |
| ----------------- | ----------- | ----------------- |
| Real San Giuseppe | 6 - 5       | CUS Molise        |
| Real Rogit        | 2 - 4       | Polistena         |
| Fuorigrotta       | 6 - 3 (dts) | Virtus Rutigliano |
| Assoporto Melilli | 2 - 4       | Atletico Cassano  |

## Secondo turno
Il secondo turno, in programma il 12 febbraio 2020, prevede due accoppiamenti per ogni gruppo da disputarsi in gara unica. La composizione degli accoppiamenti è stata definita tramite sorteggio.

### Gruppo 1
| Squadra 1     | Risultato | Squadra 2      |
| ------------- | --------- | -------------- |
| Cobà          | 5 - 3     | Active Network |
| Città di Asti | 3 - 7     | Città di Massa |

### Gruppo 2
| Squadra 1         | Risultato | Squadra 2        |
| ----------------- | --------- | ---------------- |
| Real San Giuseppe | 5 - 2     | Polistena        |
| Fuorigrotta       | 7 - 2     | Atletico Cassano |

## Fase finale
La final four si sarebbe dovuta svolgere il 13 e il 14 marzo 2020 in sede unica.

### Tabellone
|  | Semifinali | Semifinali | Semifinali |  |  | Finale | Finale | Finale |  |
|  |            |            |            |  |  |        |        |        |  |
|  |            |            |            |  |  |        |        |        |  |
|  |            |            |            |  |  |        |        |        |  |
|  |            |            |            |  |  |        |        |        |  |
|  |            |            |            |  |  |        |        |        |  |
|  |            |            |            |  |  |        |        |        |  |
|  |            |            |            |  |  |        |        |        |  |
|  |            |            |            |  |  |        |        |        |  |
|  |            |            |            |  |  |        |        |        |  |
|  |            |            |            |  |  |        |        |        |  |

### Semifinali
| 13 marzo 2020, ore CET |  | – |  |  |

| 13 marzo 2020, ore CET |  | – |  |  |

### Finale
| 14 marzo 2020, ore CET |  | – |  |  |